# Chaetocalyx acutifolia
Chaetocalyx acutifolia är en ärtväxtart som först beskrevs av Julius Rudolph Theodor Vogel, och fick sitt nu gällande namn av George Bentham. Chaetocalyx acutifolia ingår i släktet Chaetocalyx och familjen ärtväxter. Inga underarter finns listade i Catalogue of Life.